# Elecciones estatales de Durango de 2025
Las elecciones estatales de Durango de 2025 se llevaron a cabo el domingo 1 de junio de 2025. En ellas se renovaron los ayuntamientos de los 39 municipios del estado de Durango, México. Están conformados por un presidente municipal, un síndico y un grupo de regidores que conforman el cabildo municipal, electos para un periodo de tres años, reelegibles hasta por un periodo más.

## Legislación

### Partidos políticos
En las elecciones estatales tienen derecho a participar nueve partidos políticos. Seis son partidos con registro nacional: Partido Acción Nacional (PAN), Partido Revolucionario Institucional (PRI), Partido del Trabajo (PT), Partido Verde Ecologista de México (PVEM), Movimiento Ciudadano (MC) y Movimiento Regeneración Nacional (Morena). Y tres partidos estatales: Partido Encuentro Solidario de Durango, Partido Villista y Renovación.

## Alianzas y partidos

### Unidad y Grandeza
El Partido Acción Nacional (PAN) y el Partido Revolucionario Institucional (PRI) conformaron la coalición «Unidad y Grandeza» para participar en las elecciones estatales en 34 de los 38 ayuntamientos de Durango. El PAN formuló candidaturas en 15 ayuntamientos, incluyendo el municipio de Durango. El PRI postuló 19 candidaturas, incluyendo los ayuntamientos de Gómez Palacio y Lerdo.
|  | Partido Revolucionario Institucional - 19 Ayuntamientos: Canelas, Coneto de Comonfort, Cuencamé de Cisneros, General Simón Bolivar, Gómez Palacio, Lerdo, Mapimí, Mezquital, Peñón Blanco, Pueblo Nuevo, Rodeo, San Juan del Río, San Pedro del Gallo, Santa Clara, Súchil, Tamazula de Victoria, Tepehuanes, Tlahualilo y Vicente Guerrero. |
|  | Partido Acción Nacional - 15 ayuntamientos: Canatlán, Durango, El Oro, Nazas, Nombre de Dios, Nuevo Ideal, Otáez, Pánuco de Coronado, Poanas, San Bernardo, San Dimas, San Juan de Guadalupe, San Luis del Cordero, Santiago Papasquiaro y Topia.                                                                                            |

### Sigamos Haciendo Historia en Durango
El 14 de enero de 2025 los dirigentes de los partidos Movimiento Regeneración Nacional (Morena), Partido del Trabajo (PT) y Partido Verde Ecologista de México (PVEM) acordaron competir en coalición en las elecciones estatales bajo el nombre «Sigamos Haciendo Historia en Durango».
|  | Movimiento Regeneración Nacional - 29 ayuntamientos: Canelas, Coneto de Comonfort, Cuencamé de Cisneros, Durango, General Simón Bolívar, Guanaceví, Gómez Palacio, Indé, Lerdo, Mapimí, Mezquital, Nazas, Nuevo Ideal, Ocampo, Pánuco de Colorado, Peñón Blanco, Pueblo Nuevo, Rodeo, San Bernardo, San Dimas, San Juan de Guadalupe, San Juan del Río, San Luis del Cordero, San Pedro del Gallo, Santa Clara, Santiago Papasquiaro, Tlahualilo, Tepehuanes y Topia. |
|  | Partido del Trabajo - 4 ayuntamientos: El Oro, Nombre de Dios, Hidalgo y Súchil |
|  | Partido Verde Ecologista de México - 4 ayuntamientoa: Canatlán, Guadalupe Victoria, Poanas y Vicente Guerrero |

## Resultados
|  | 26.44 % |

|  | 25.03 % |

|  | 16.95 % |

|  | 17.16 % |

|  | 4.45 % |

|  | 4.05 % |

|  | 1.37 % |

|  | 0.76 % |

|  | 0.60 % |

|  | 0.44 % |

|  | 97.24 % |

|  | 2.72 % |

|  | 0.04 % |

|  | 45.48 % |